# Natal'ja Ivanovna Kurakina
(Ivan Dmitriev.)
La principessa Natal'ja Ivanovna Kurakina, nata Golovina (in russo Наталья Ивановна Куракина?; Mosca, 16 agosto 1766 – San Pietroburgo, 2 luglio 1831), è stata una nobildonna, compositrice e cantante russa, moglie del procuratore generale Aleksej Kurakin, decorata della piccola croce di Dama dell'Ordine di Santa Caterina (1797) e dama di compagnia della corte imperiale russa (1826).

## Biografia

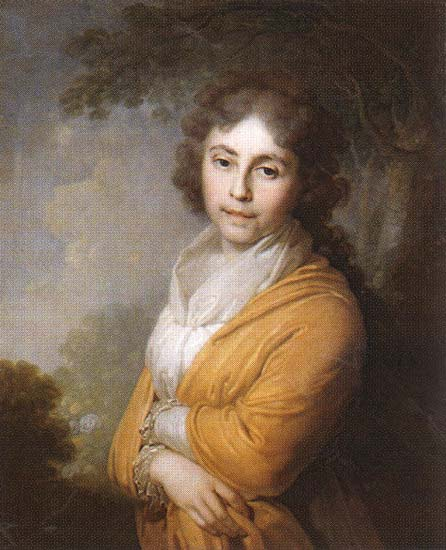
Ritratto di Vladimir Borovikovskij

Era figlia del consigliere di collegio Ivan Golovin e di Ekaterina Alekseevna Golicyna (1735-1802). Insieme alla sorella maggiore Dar'ja ricevette un'istruzione privata. Intelligenti e di talento, le sorelle Golovin e la loro amica Margarita Aleksandrovna Košelëva attrassero a sé il fiore della gioventù pietroburghese dell'epoca. A casa Golovin si radunava un'élite i cui passatempi preferiti erano la musica e la letteratura. Uno degli ammiratori delle sorelle Golovin fu il giovane poeta Neledinskij-Meleckij.
Natal'ja sposò, il 15 febbraio 1783, il principe Aleksej Kurakin. Ebbero tre figli: Boris (1783-1850), Elena (1787-1869) e Aleksandra (1788-1819).
Dopo aver trascorso alcuni anni a San Pietroburgo, nel 1815 si stabilì a Parigi dove aprì un salotto e per tre anni, dal 1822 al 1824 e dal 1829 al 1830, viaggiò nei diversi paesi europei. Conobbe così personaggi famosi e alla moda, fra cui uomini politici come Metternich, Talleyrand e Wellington, studiosi e scrittori come Humboldt, Stendhal e Mérimée, che descrisse in tre diari, scritti e pubblicati in francese.
La sua passione principale era il teatro. Natal'ja suonava l'arpa, cantava e, basandosi su testi poetici russi, francesi e italiani, compose circa 50 romanze, che furono suonate per tutto il XIX secolo. La sua reputazione come artista era tale che lo zar Alessandro I le regalò il disegno del progetto del Monumento a Minin e Požarskij.
Nel dicembre 1829 morì il marito. Natal'ja Kurakina tornò allora in Russia, dove morì di colera il 2 luglio 1831.

## Opere
- Souvenirs des voyages de la princesse Natalie Kourakine 1816-1830: Paris, Vienne, Carlsbad, etc, Mosca, Grosman e Vendel'štejn, 1903

## Discografia
Nell'album Music of Russian Princesses: from the Court of Catherine the Great, pubblicato nel 2002, sono comprese quattro sue romanze per voce e arpa:
- Dérobe la lumière
- Quand nos jours
- T'amo tanto
- Je vais donc quitter pour jamais